# Base aérienne 705 Tours
 (septembre 2013).
Si vous disposez d'ouvrages ou d'articles de référence ou si vous connaissez des sites web de qualité traitant du thème abordé ici, merci de compléter l'article en donnant les références utiles à sa vérifiabilité et en les liant à la section « Notes et références ».
La base aérienne 705  « François et Jean Tulasne » (BA 705 Tours) est une base aérienne de l'armée de l'air française située principalement sur l'aéroport de Tours St-Symphorien sur les communes de Tours et Parçay-Meslay dans le département d'Indre-et-Loire. Elle a abrité de 1961 à 2020 l'École de l'aviation de chasse 314 « Christian Martell ». Elle comprend le centre de contrôle militaire de Cinq-Mars-la-Pile ainsi que des unités de l'État-major et d'autres services. Avant 1961, elle a porté successivement les numéros de base aérienne 131, puis base aérienne 109.
Elle est actuellement coupée en deux. La partie comprenant les pistes ainsi que les hangars a été cédée à l'aéroport de Tours, à la suite du départ de l'école de chasse. Elle est uniquement administrative à ce jour. Le dernier vol a été le 5 juin 2020 après 40 ans de service.[réf. souhaitée]

## Histoire de la base aérienne de Tours

### Création du camp Parcay-Meslay

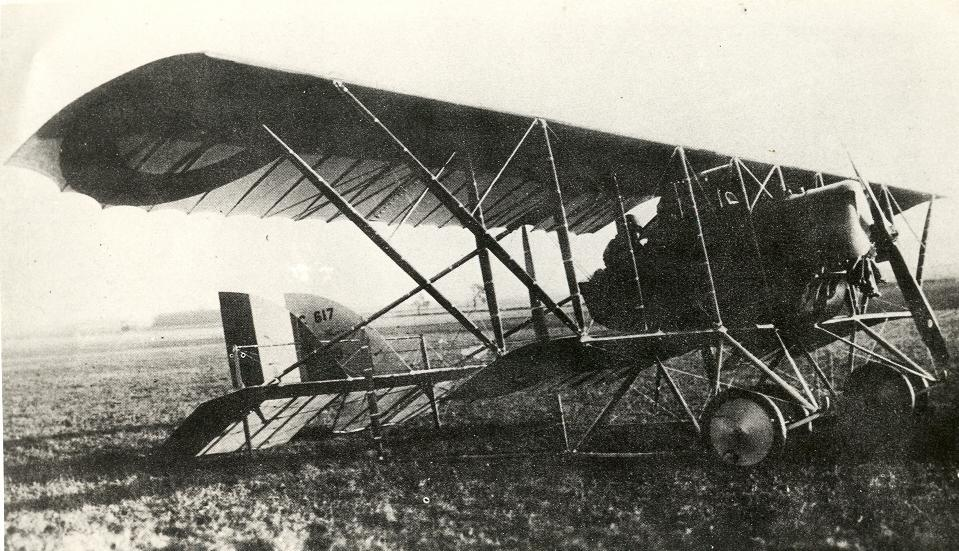
Caudron G-III

Le camp d'aviation de Parcay-Meslay est créé lors de la Première Guerre mondiale, le 1er octobre 1915, sur le territoire de Saint-Symphorien, ancienne commune aujourd'hui rattachée à la ville de Tours, de Sainte-Radegonde et de Parçay-Meslay.
Destinée à former des pilotes, l'école d'aviation de Tours qui s'y installe est alors dotée de biplans Caudron G III et quelques G IV. Son premier commandant est le capitaine Maximilien Münch. Lui succède, en août 1916, le capitaine Jean Mortureux, au cours d'une rare cérémonie publique, en présence du lieutenant-colonel Girod, député du Doubs et inspecteur général des écoles. De retour en première ligne, Maximilien Münch trouve la mort le 23 septembre 1916, abattu par un avion allemand.
En mai 1917, arrive le troisième commandant, le capitaine Olivier Galouzeau de Villepin, au moment où débarquent les premiers aviateurs américains venus à Tours passer le brevet élémentaire de pilote. Les premiers à voler sont des militaires de l'US Navy (First Aeronautic Detachment), à partir du 22 juin. Parmi eux, Thomas W. Barrett, victime d'un accident le  28 juin, est le premier marin américain mort au cours de cette guerre.
Le 1er novembre 1917, l'école est cédée aux Américains qui possèdent leur quartier général de l'arrière à Tours. Elle devient la 2nd AIC (Aviation Instruction Center). Ils y forment surtout des pilotes d'observation, des observateurs et des photographes. Parmi les pilotes brevetés à Tours, l'as américain, Eddie Rickenbacker.
L'école, qui souffre du mauvais état du terrain et d'un manque récurrent de pièces pour entretenir ses avions, est toujours équipée de Caudron G III et G IV. Puis l'aviation américaine utilise des Sopwith 1 A2 (plus connus sous le nom de 1½ Strutter), indifféremment aux couleurs américaines ou françaises, et des DH.4.

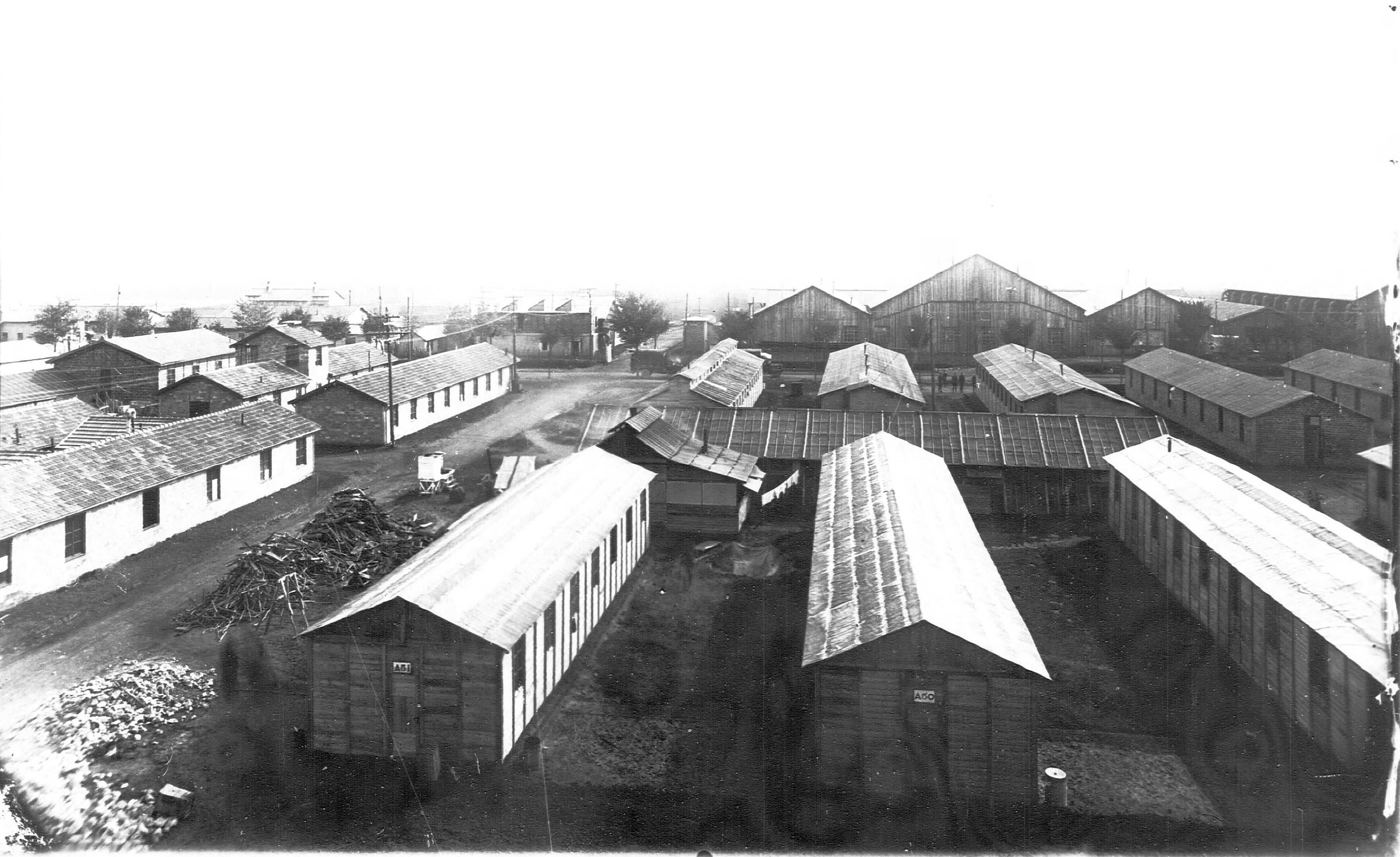
Construction du « Second Air Instructional Center », fin 1917.
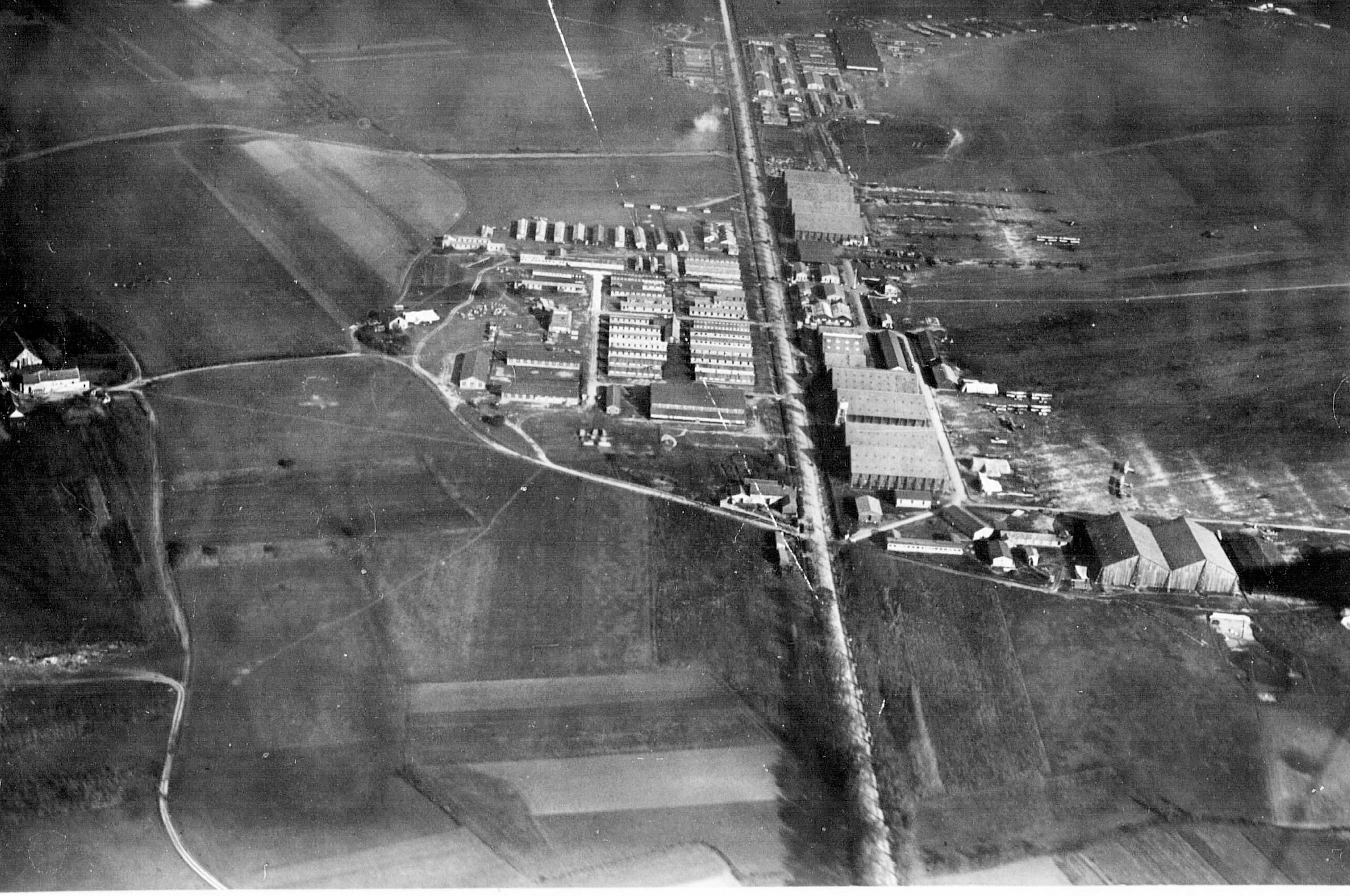
Vue aérienne du « 2d AIC », 1918.
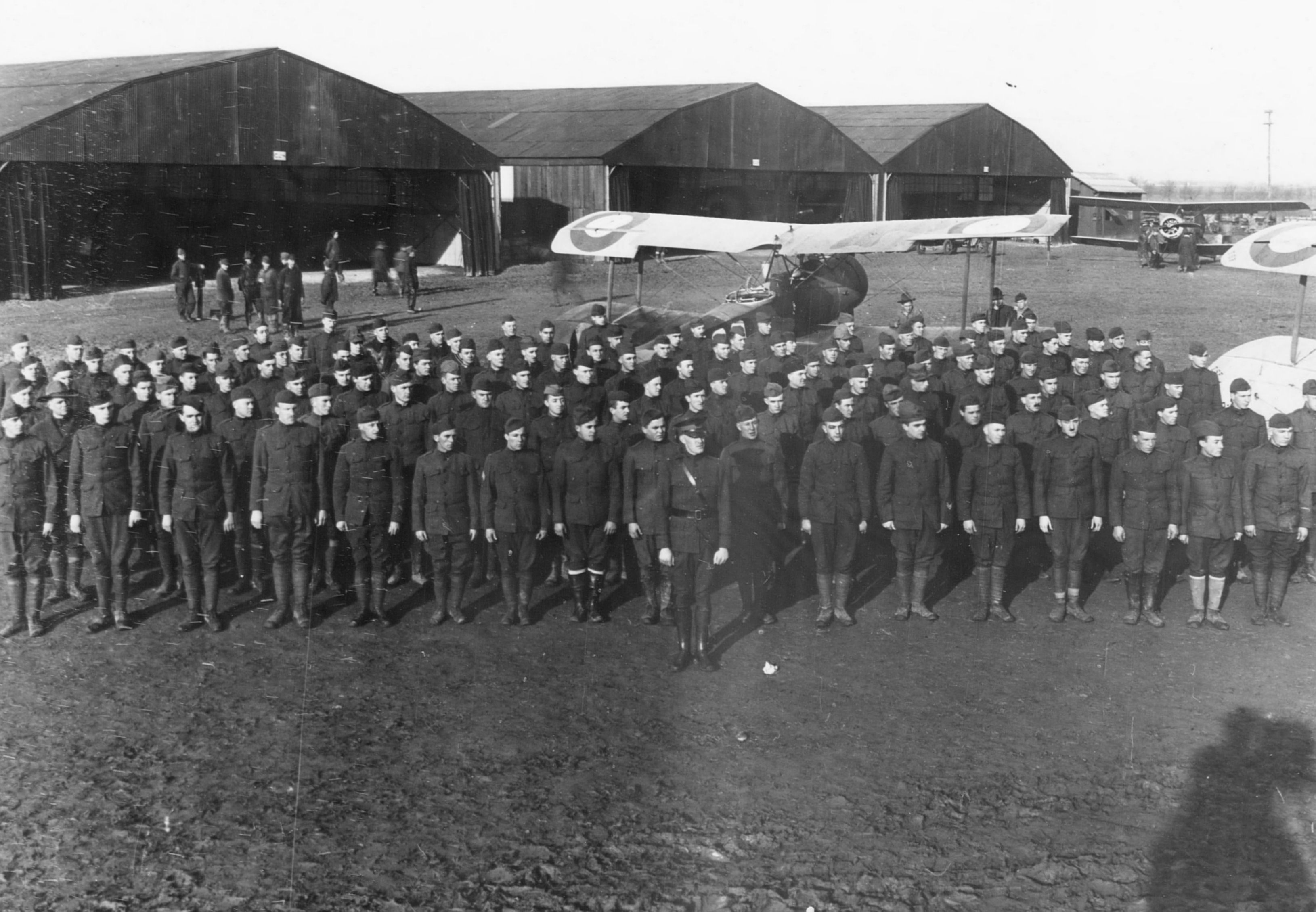
« 2d AIC - 35th Aero Squadron », 1918.
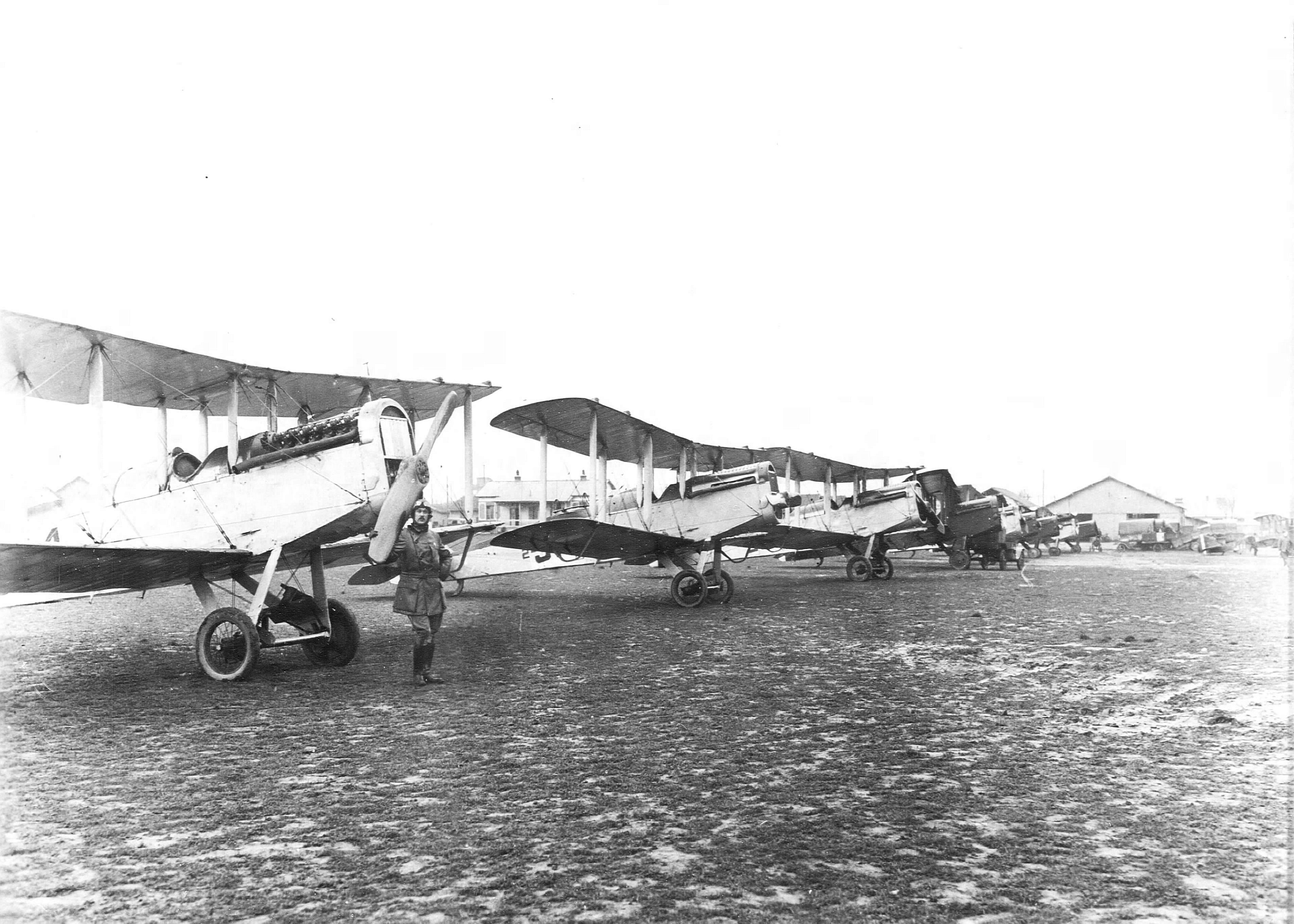
« 2d AIC » - De Havilland DH-4.
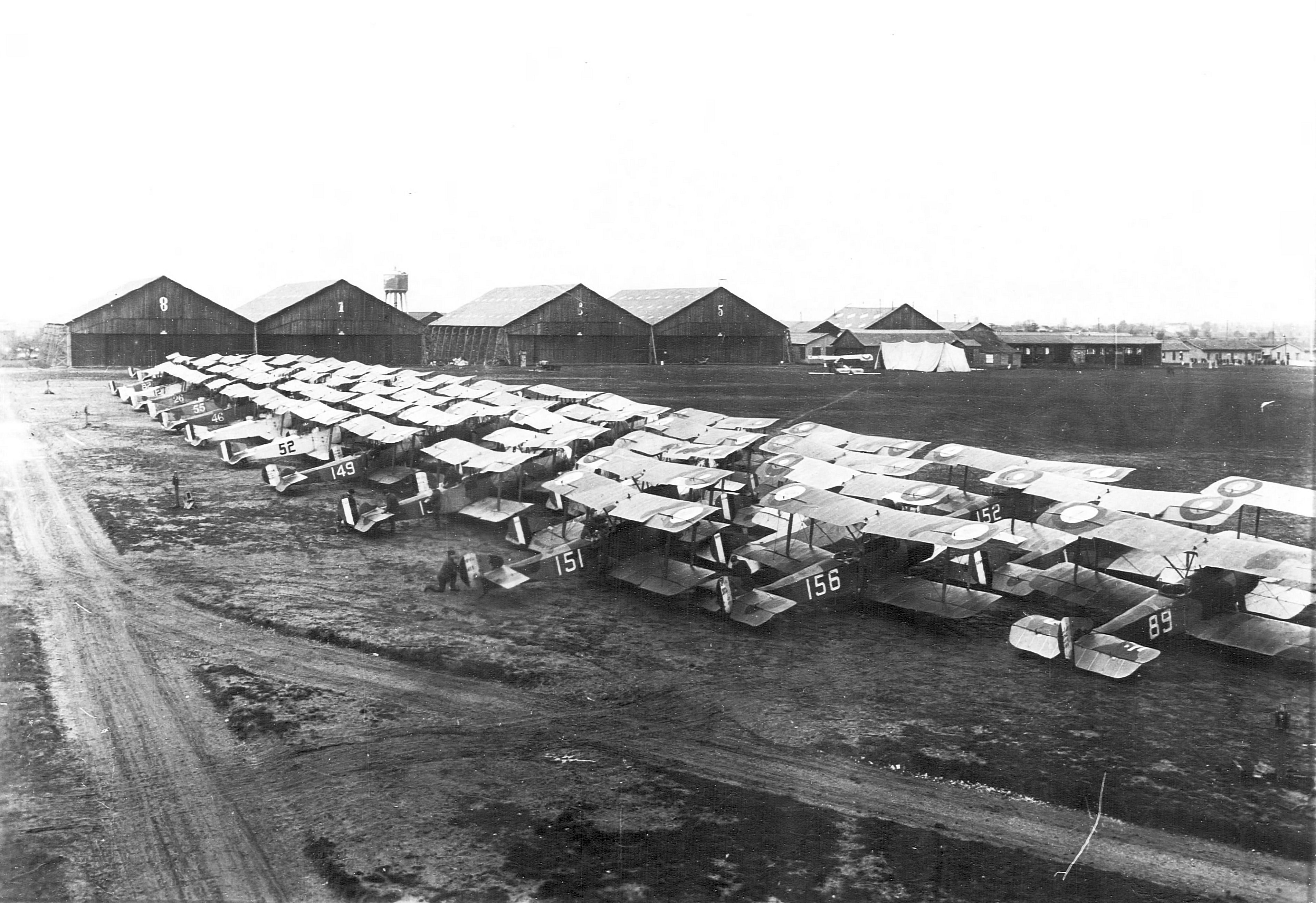
« 2d AIC » - Sopwith Camels.

### Le31erégimentd'aviation d'observation

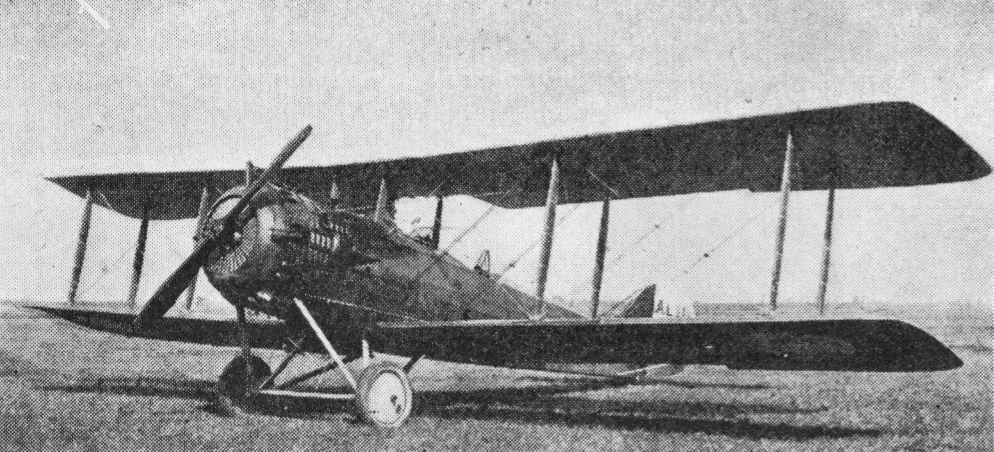
Salmson 2.

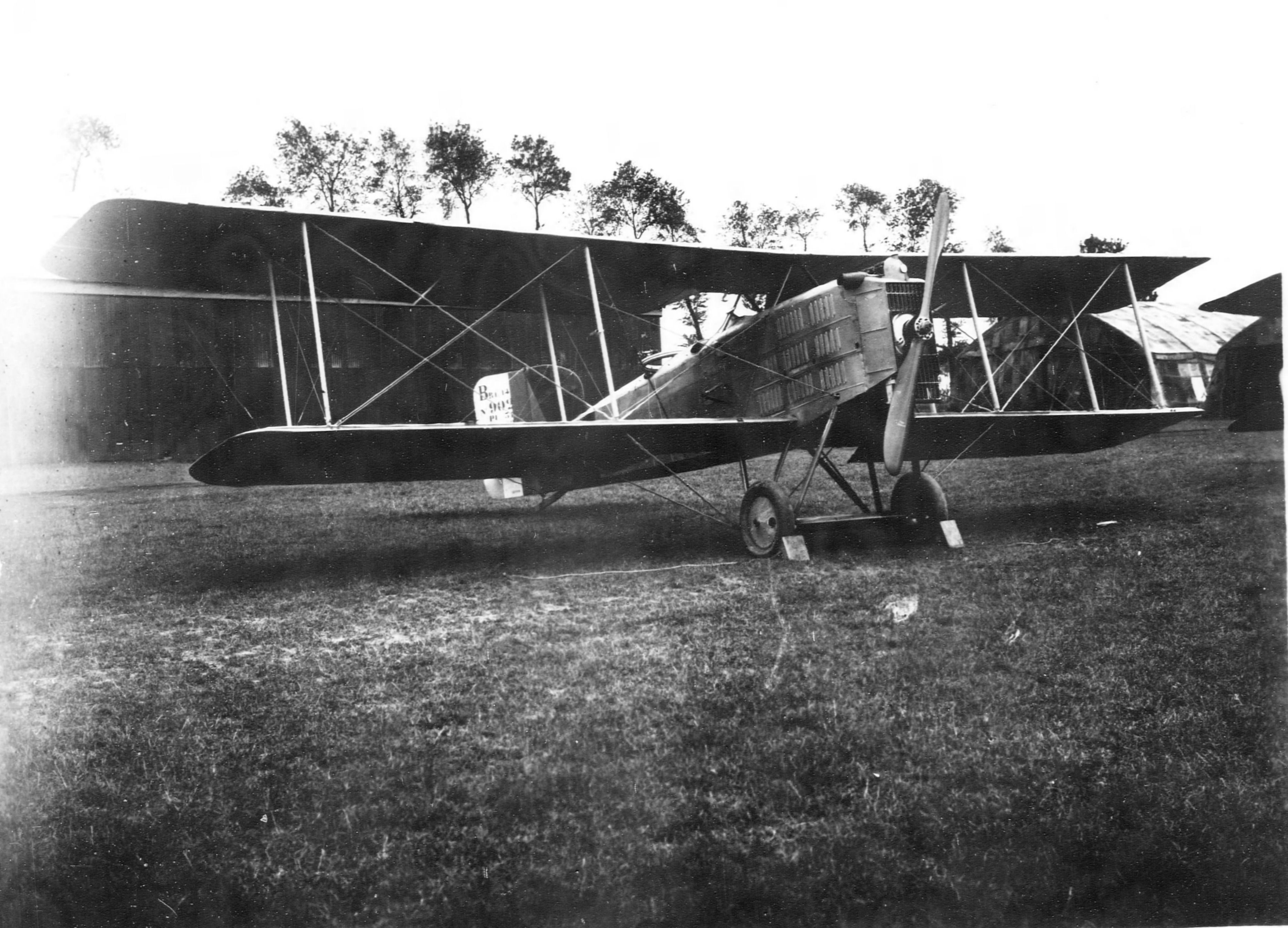
Breguet 14 sur le camp américain de Romorantin tout proche, en 1918.

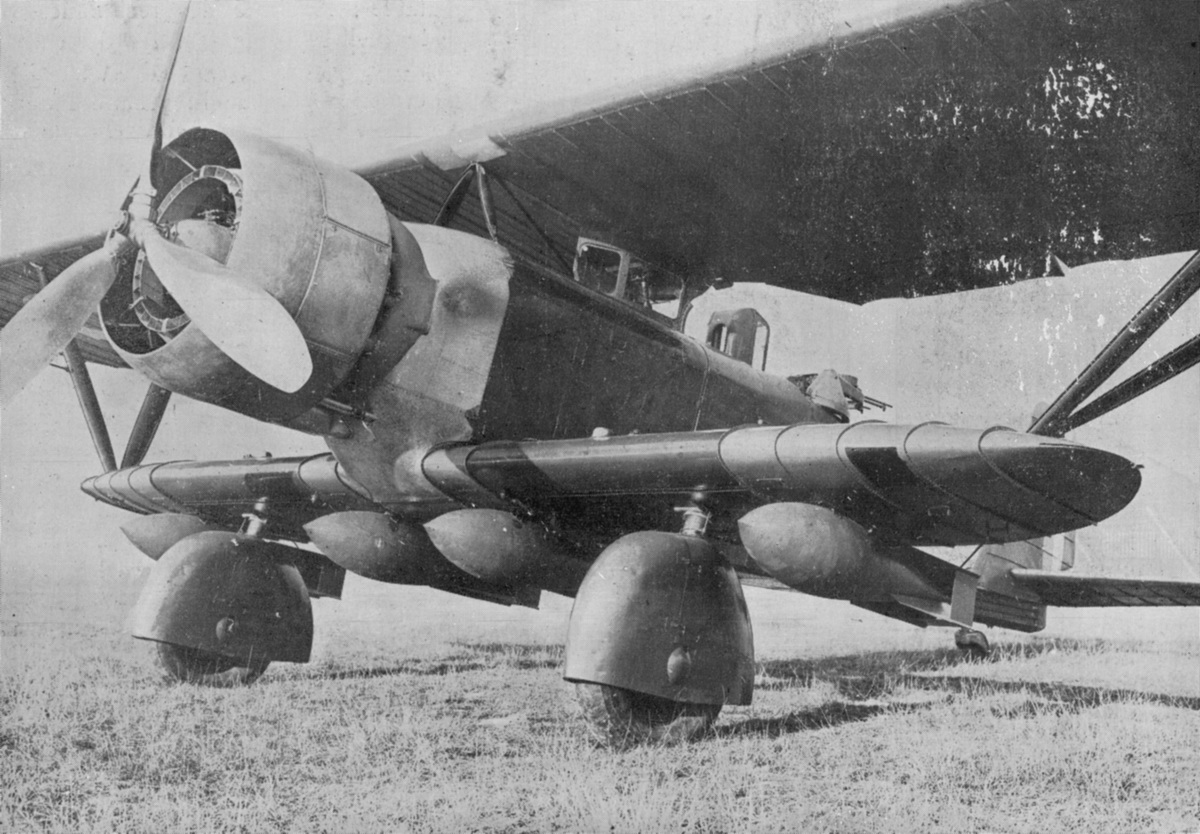
Breguet 27, en 1934.

En 1919, une fois la paix revenue, le site redevient français — les contrats de location aux Américains prennent fin le 30 avril 1919. Il accueille le groupement d'aviation no 1 dirigé, à partir de juillet, par le commandant Émile Muiron. La première escadrille à revenir est la Sal 277, équipée d'avions Salmson 2 A2, suivie de la Br 226 (Breguet 14 A2) et de la Sal 10 (Salmson 2 A2). Le 1er janvier 1920, le GA 1 devient 1er régiment d'aviation. Le commandant Émile Muiron le dirige à titre provisoire, bientôt remplacé par le commandant Maurice Précardin qui rentre de mission en Argentine. Le régiment change de nom le 1er août 1920 pour devenir le 31e régiment d'aviation d'observation.
Le camp d'aviation de Parçay-Meslay est le seul terrain de l'ouest de la France. Il travaille au profit des 9e, 10e et 11e corps d'armée, de la Rance à la Gironde. Le 31e RAO compte, après une longue mise en place, trois groupes de deux escadrilles :
- groupe d'observation no 3 avec les 11e (Sal 277, un épervier dans un fer à cheval) et 12e escadrilles (Sal 10, porc-épic) ;
- groupe d'observation no 4 avec les 13e (Br 226, un poussin sortant d'un œuf avec des jumelles) et 14e escadrilles (C 56, scarabée égyptien) ;
- groupe de reconnaissance no 5 avec les 15e (Spa 42, vautour égyptien) et 16e escadrilles (Sal 39, le lapin à la trompette).

Succèdent au lieutenant-colonel Précardin : Edmond Guillemeney (1924), le Tourangeau Joseph Tulasne (1926), André Voisin (1927) puis Émile Muiron (1931). Sans oublier plusieurs commandants à titre provisoire tels les lieutenants-colonels Roger Saint-Gal, René Antoinat, Marcel Jauneaud et François de Castel qui, ce dernier, l'a été à titre provisoire puis intérimaire.
Plusieurs pilotes marquent le 31e régiment par leurs exploits sportifs au cours de cette période : l'adjudant-chef Foiny, le lieutenant Gonnet, l'adjudant Duroyon et le lieutenant Lasalle, qui trouve la mort en décembre 1929 lors d'un raid civil entre Paris et Saïgon. En souvenir de la mort, en septembre 1929, du commandant François Tulasne (frère du général Joseph Tulasne, père de Jean Tulasne, commandant de l'escadrille Normandie), le nouveau casernement, à gauche de la nationale 10 en allant vers Paris, prend le nom de quartier Tulasne en 1930, à l'initiative du lieutenant-colonel Jauneaud. Après la Seconde Guerre mondiale, la partie située à droite (hangars et pistes) prend celui de Commandant Jean Tulasne d'où le nom actuel de la base : Commandants François et Jean Tulasne, associant, exemple unique, le père et son fils.
Côté avions, le Salmson 2 A2 disparaît rapidement au profit exclusif du Breguet 14 A2, lui-même remplacé par le Potez 15 A2 (à partir du mois de décembre 1923), puis par le Potez 25 (janvier 1927) et le Breguet 27 (juillet 1934).

### Base aérienne 131: de l'observation au bombardement

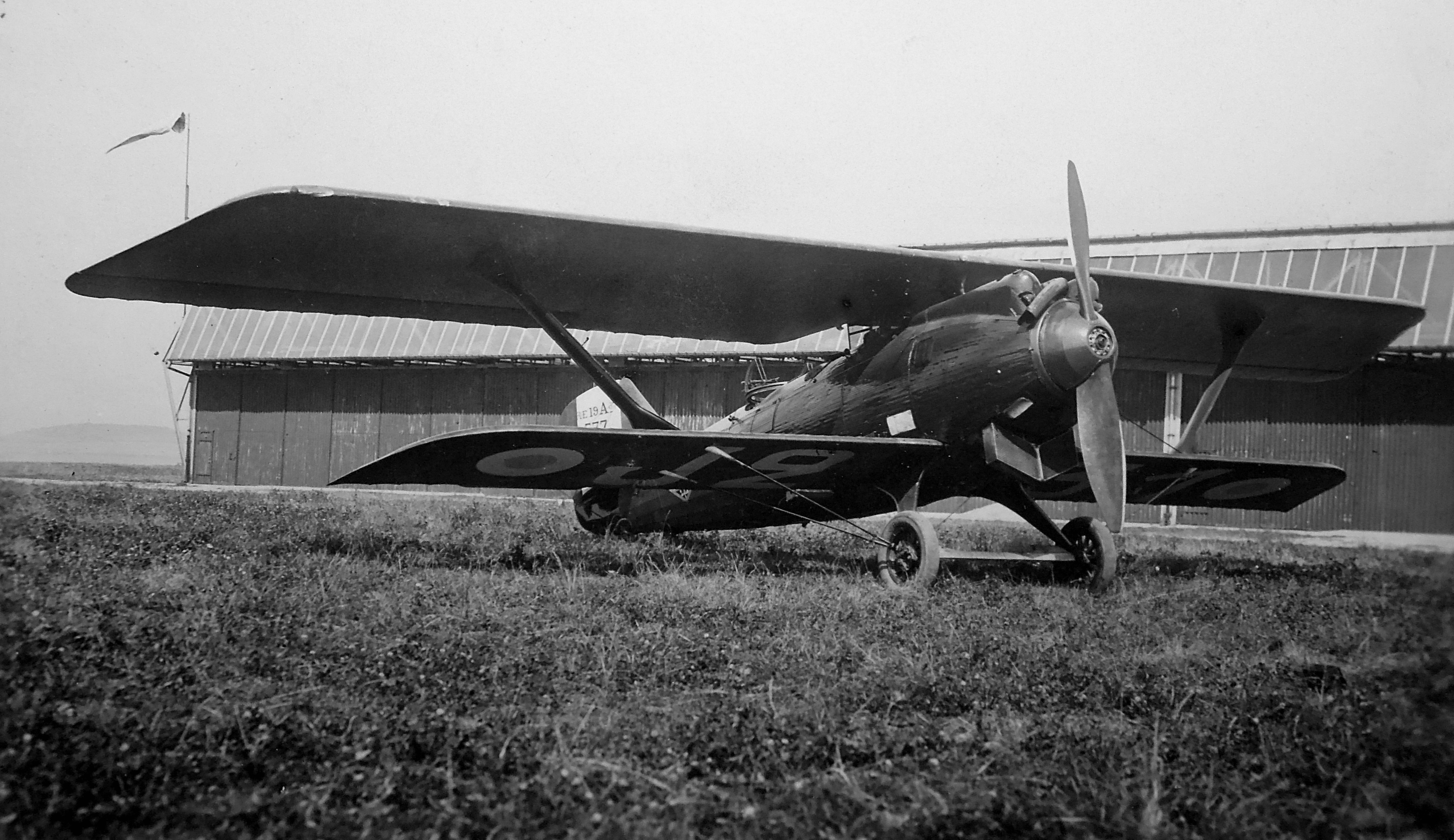
Breguet 19 A2.

En 1930, le 31e RAO accueille un groupe d'observation venu de Mayence (Allemagne) à la suite de l'évacuation des territoires rhénans occupés par l'armée française. Les deux escadrilles (F 19 et Br 104) sont équipées de Breguet 19 A2. Elles forment un quatrième groupe au 31e RAO, le GR 1, jusqu'à leur départ pour Nancy en 1933, pour laisser la place à une partie du 2e régiment de chasse, venue de Strasbourg : les Cigognes (Spa 3, Spa 103, Spa 57 et Spa 65) équipées de Nieuport.
À partir du 1er janvier 1934, le camp de Parçay-Meslay change et prend l’appellation de Base aérienne 131.
Tours hébergeait déjà deux structures depuis plusieurs années : le siège de la 3e région aérienne, commandée par le général Pujo ; et, à l'échelon inférieur, la 1re brigade dirigée par le colonel Émile Muiron.

Sont créées, en ce début d'année 1934 :
- deux demi-brigades, une à Châteauroux et une à Tours. Celle de Tours, la 31e demi-brigade, est commandée par le lieutenant-colonel de Castel ;
- la base aérienne no 131, proprement dite, commandée par le lieutenant-colonel Laurent ;
- deux unités qui, de régiments, deviennent escadres : la 2e de chasse avec le lieutenant-colonel Bladinières à sa tête et la 31e escadre d'observation commandée par Georges Thenault.

La 2e escadre reste jusqu'en 1936. Elle rejoint alors Chartres (la Base aérienne 122 Chartres-Champhol), pour se rapprocher des zones à défendre en cas de conflit.

### Base aérienne 109
Par changement de dénomination, la Base aérienne 131 est dissoute, et la Base aérienne 109 est créée le 1er janvier 1936.
Le 1er janvier 1937, l'escadre change de spécialité : d'observation, elle devient escadre de bombardement. Un de ses groupes est alors commandé par le lieutenant-colonel Louis Mailloux, ancien compagnon de Mermoz sur l'Arc-en-Ciel 3, sur la traversée de l'Atlantique Sud. En avril 1937, la 31e escadre de bombardement passe de six à quatre escadrilles. Le groupe ainsi prélevé participe, à la création de la 51e escadre de bombardement.

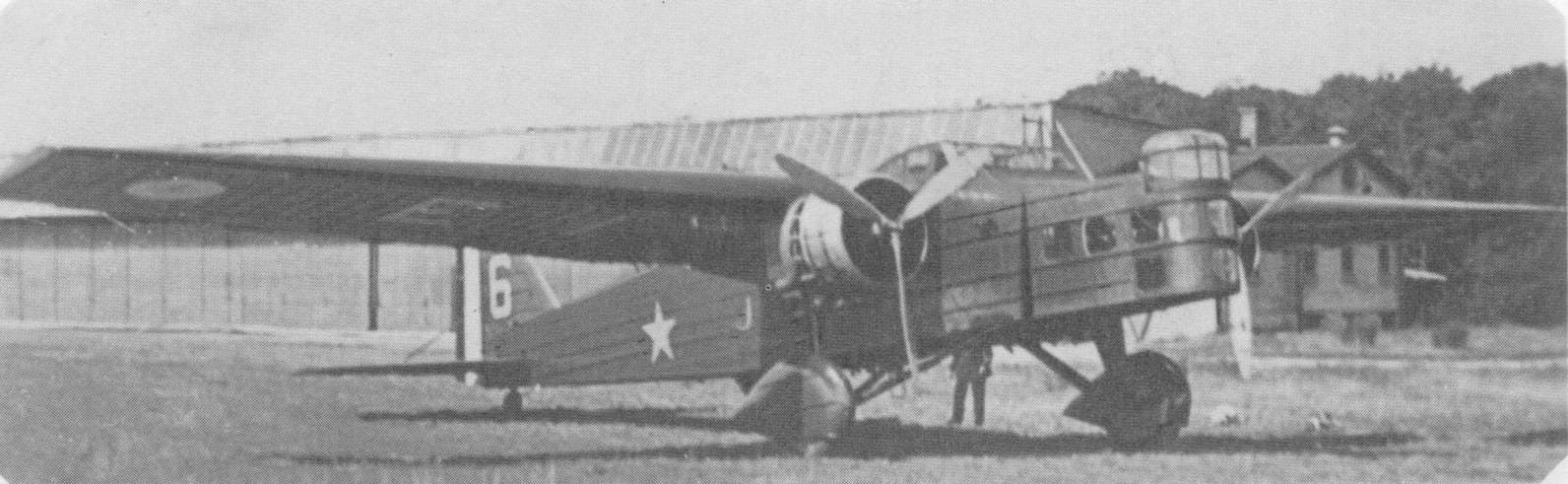
Bloch MB-200.

Les deux escadres sont équipées successivement de Potez 540, de Bloch MB.200 et de Bloch MB.210. Après la déclaration de guerre, la 31e utilise des LéO 45, alors que la 51e délaisse ses Bloch 210 pour faire de l'appui tactique avec des Breguet Br.693.
Le 22 avril 1939, deux Bloch 210 de la 51e escadre se heurtent lors de leur approche, à proximité de la base. Les neuf occupants sont tués dont le lieutenant-colonel Louis Mailloux, commandant l'escadre. C'est l'accident d'aviation le plus grave qui s'est déroulé en Indre-et-Loire.
En décembre 1939, un centre d'instruction de reconnaissance est installé sur la base, il y restera jusqu'en juin 1940. Il est équipé de Potez 63.11.

### Occupation allemande
À partir de 1940, la Base aérienne 109 est occupée par l’armée allemande.
Une École de l'Aviation de Chasse est alors créée en 1943 à Marrakech, au Maroc, où elle forme des pilotes de chasse français. Elle stationne en 1944 sur la Base de Meknès et prend le nom de parrain de Christian Martell, pilote légendaire des Forces aériennes françaises libres.

### De l'école des moniteurs à l'école de chasse

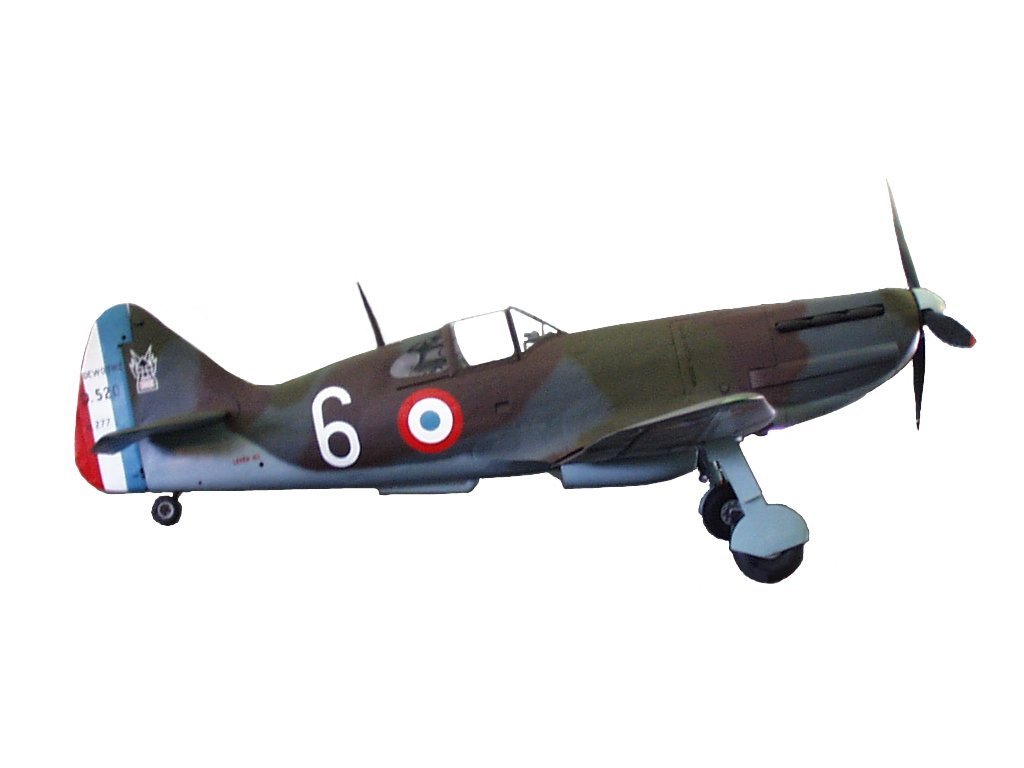
Dewoitine D.520.

Après la libération, les centres d'instruction de la Chasse (CIC) sont particulièrement disséminés. Par exemple, un CIC est créé sur la Base Aérienne 122 Chartres-Champhol, de septembre 1939 à mai 1940, date à laquelle il se replie sur la Base Aérienne 120 Cazaux.
Une école de pilotage et de formation de moniteurs, en provenance de Meknès au Maroc, s'installe sur le site. Elle utilise des Dewoitine D.520. S'y constitue une patrouille de l'école des moniteurs de Tours qui vole sur Stampe SV4-A. Le 1er septembre 1947, l'unité est transférée à Cognac, la patrouille à Étampes où elle prend le nom d'escadrille de présentation de l'armée de l'air no 58 (EPAA 58). La base ne possède plus alors que des organismes de sécurité aérienne et un atelier de réparation.

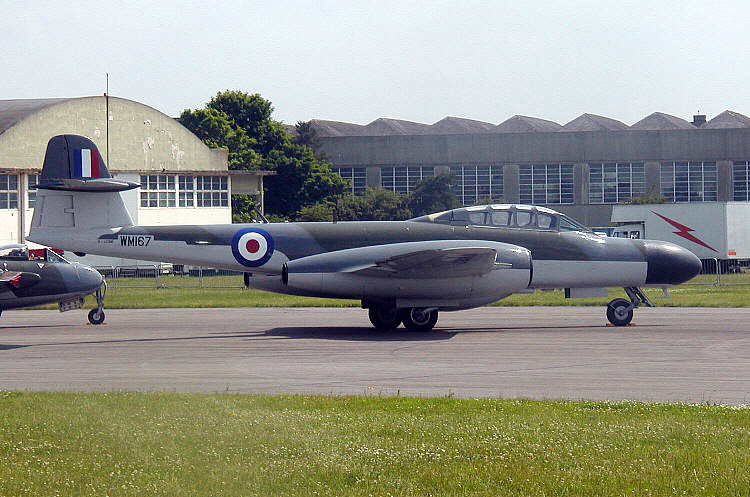
Gloster Meteor NF11, restauré en Angleterre en 2003.

En 1952, la création d’une nouvelle piste va permettre d’accueillir le glorieux groupe de chasse de nuit « Lorraine », équipé de De Havilland Mosquito, puis de Gloster Meteor. En 1953, l’aérodrome de Tours est ouvert à la circulation aérienne publique et prend le statut d’aérodrome mixte, pour lequel l’Armée de l’air est désignée comme affectataire principal. À la suite de l'adjonction des groupes « Loire » et « Camargue », l'ensemble devient la 30e escadre de Chasse de nuit. À partir de 1957, elle est équipée de SO.4050 Vautour. Elle y restera jusqu'en 1961.

### Base Aérienne 705

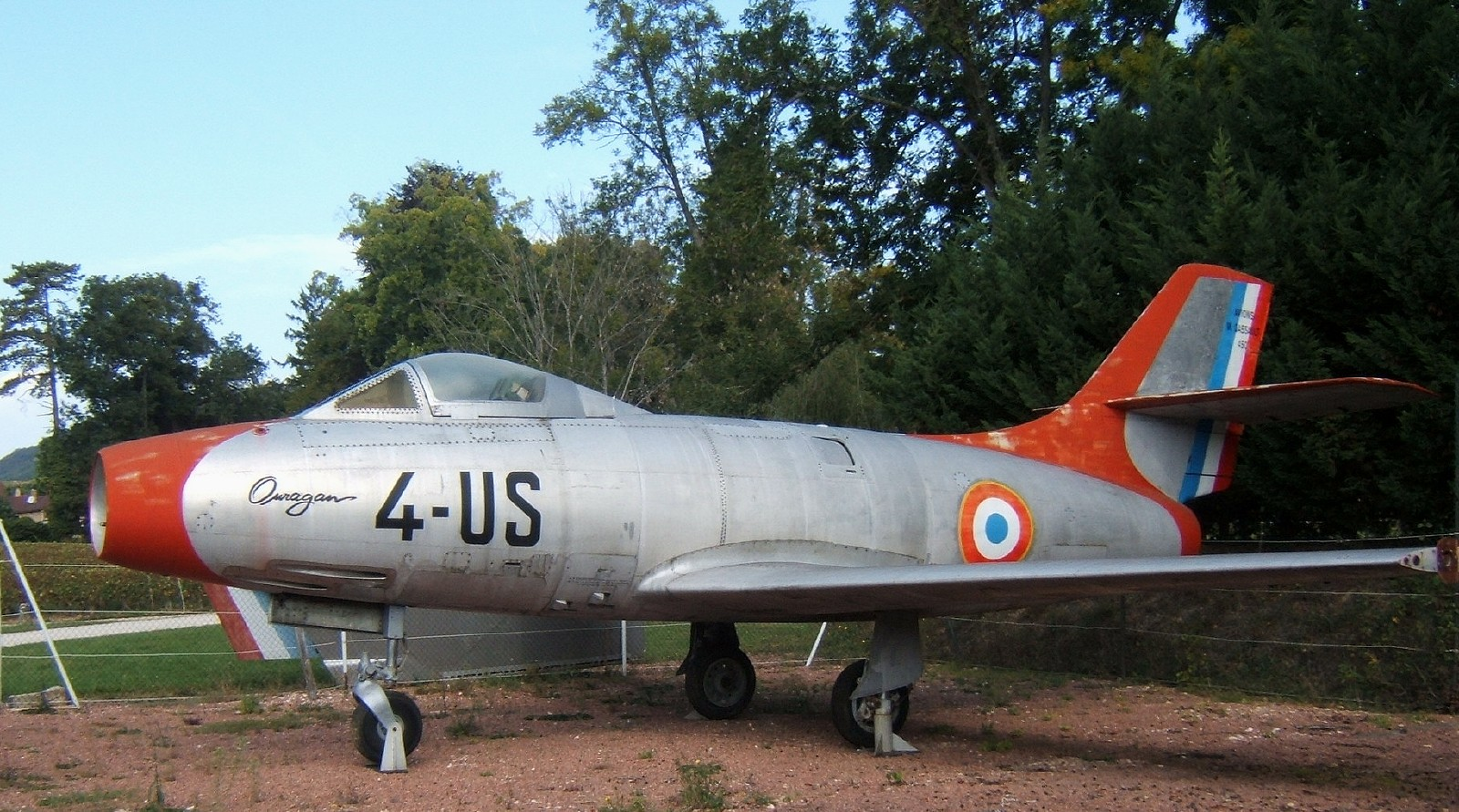
Dassault Ouragan, conservé au musée du château de Savigny-lès-Beaune.

Le 6 mars 1961, l'école d'aviation de chasse « Christian Martell », en provenance de Meknès, s'installe sur la base de Tours, qui devient la base aérienne 705. Elle est commandée de 1963 à 1966 par le Colonel Jean Godde qui lui donne le nom de Jean Tulasne en 1964. Elle utilise des Dassault Ouragan et des T-33. En 1965, le centre de Détection et de Contrôle 07.927 (CDC) quitte le site de Tours pour s'installer sur le site de Cinq-Mars-la-Pile.
L'école des pilotes de chasse de la marine en Algérie est aussi dissoute, et les pilotes de l'aéronavale se retrouvent également à Tours avec un petit détachement de techniciens de la Marine nationale française, qui se retrouvent incorporés au sein des services techniques de la base de l'armée de l'air de Tours. Les pilotes de la Marine, élèves, moniteurs pilotes plus les quelques techniciens (mécaniciens, électriciens et électroniciens d'avions avec deux personnes de spécialité administrative) forment la section Marine école de Tours, unité de marine en détachement de 50 personnes environ (suivant les promotions et les années) jusqu'à sa dissolution en 1995. Dépendant administrativement de la base de Landivisiau, elle est rattachée au colonel commandant la BA 705 et commandée par un chef de détachement, le plus souvent un moniteur pilote Marine au grade de capitaine de corvette ou de frégate. Les techniciens sont tous volontaires pour 4 ans sur la base et sont successivement formés pour la spécialisation des avions de la base sur les T-33, Mystère IV et Alphajet, et durant près de trente ans les techniciens qui sont affectés dans cette unité marine travaillent conjointement avec ceux des services techniques (GERMAS 15/314) de l'Armée de l'air.
Le 19 août 1974, le Commandement des écoles de l'armée de l'air prend possession de ses locaux sur la base de Tours. En 1976, le CDC de Brest est rattaché à la base 705 et prend le nom de CDC 08.927. En 1979, l'école de chasse reçoit son premier Alphajet.
En 1980, le site accueille le centre administratif territorial air (CATA) qui devient, en 1991, le Service des rémunérations et des pensions du commissariat de l'air (SERPECA). À partir de novembre 1993, celui-ci devient un organisme unique pour toute l'armée de l'air.
Le 19 novembre 1981, l'école de chasse est entièrement équipée d'Alphajet et abandonne les T-33.

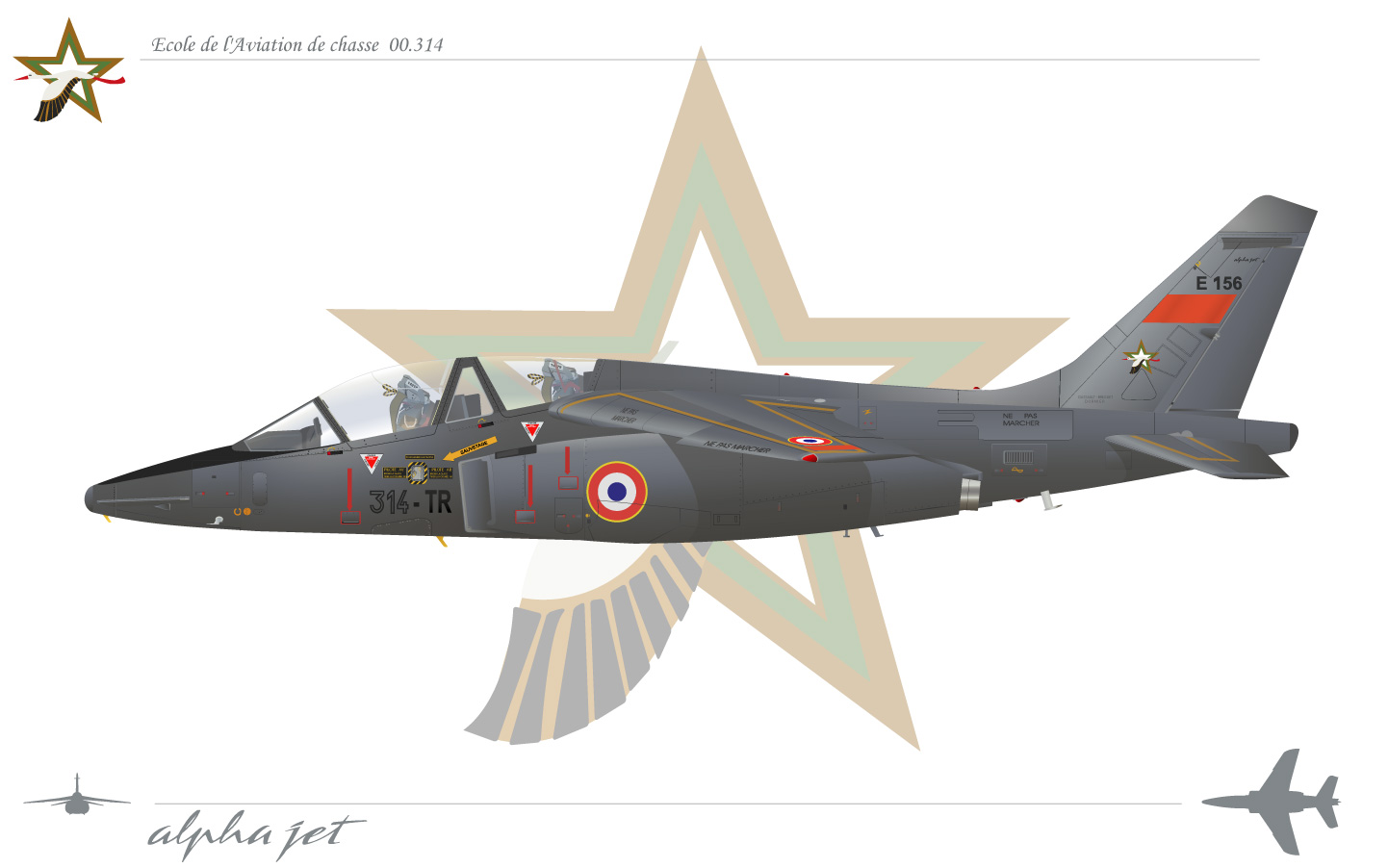
Alpha Jet École de l'aviation de chasse.

Le 1er août 1994, l'école de chasse prend le nom d'école d'aviation de chasse (EAC) et, le même jour, l'état-major de la zone aérienne de défense (ZAD) Nord 10.542 s'installe sur le site de Cinq-Mars-la-Pile.
En 1995, à la suite de l'abandon du programme de l'Alphajet navalisé qui devait remplacer les Fouga Zéphir, la France choisit de former les pilotes marine à la Naval Air Station Meridian aux États-Unis ; la section Marine école est alors dissoute.
Les 6 et 7 juin 2015, la base aérienne fête le centenaire de sa création par un meeting aérien qui rassemble plus de 50 000 spectateurs. À cette occasion, une livrée spéciale a été peinte sur un Alphajet.

### Départ de l'École de chasse
Sur la question du départ de l’école de formation de chasse lié à la « fin de vie » des Alphajet alors prévu vers 2015, le ministre de la Défense précise dans une réponse écrite au Sénat fin 2006 que la mission de formation des pilotes de chasse de la BA 705 ne peut être remise en cause à court ou à moyen terme dans la mesure où aucune autre plate-forme ne remplit à ce jour toutes les conditions pour qu'y soit transférée cette activité, le ministre se disant toutefois bien conscient des contraintes spécifiques s'exerçant à Tours en matière de gêne sonore et compte tenu de la proximité immédiate d'une agglomération de 300 000 personnes.
Cependant, le départ de l’École de chasse pour la base aérienne 709 Cognac-Châteaubernard est annoncé en 2013, aussitôt démenti, confirmé en avril 2016.

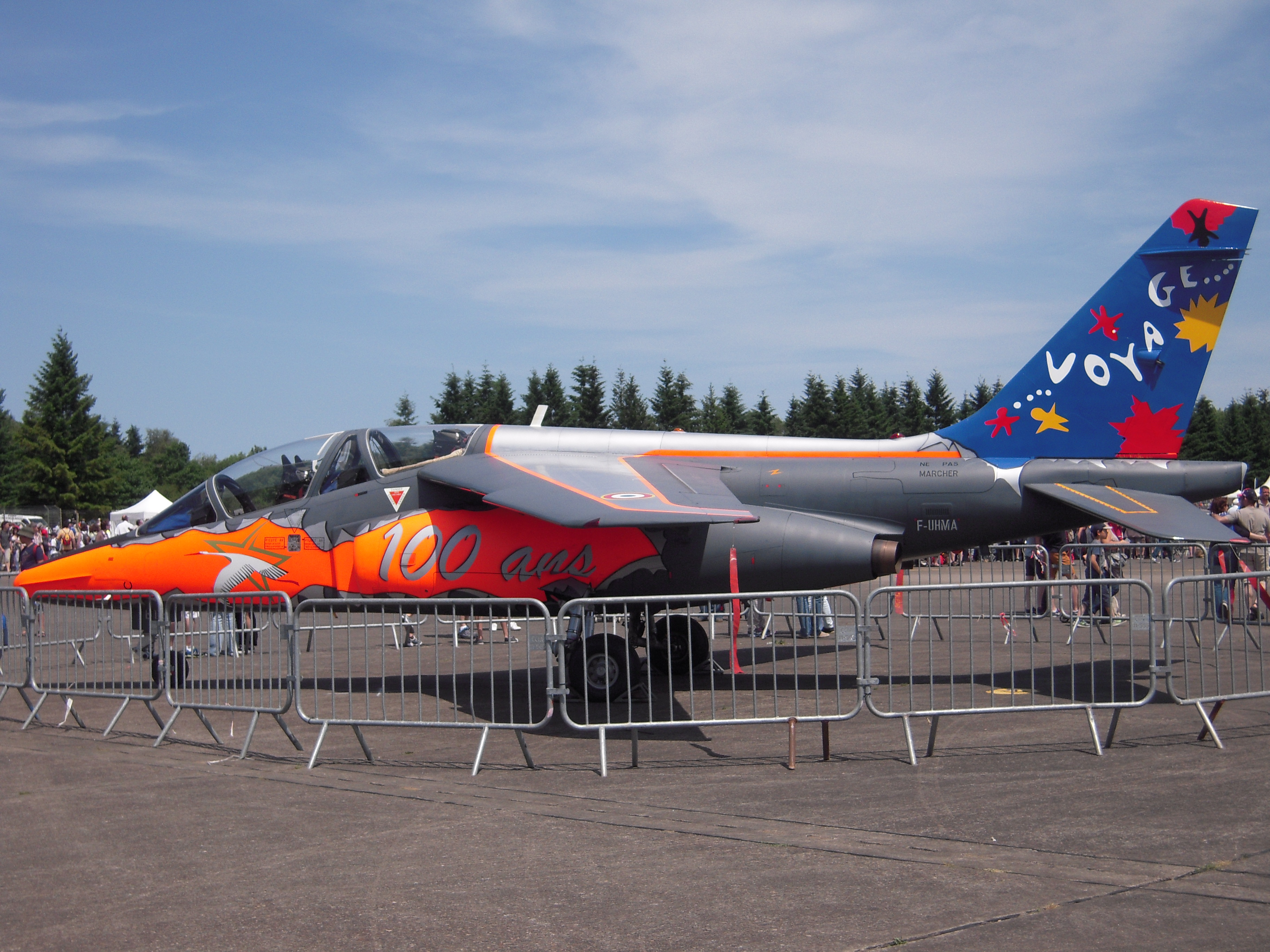
Alphajet de la BA 705, aux couleurs du centenaire de la base.

En décembre 2016, dix-sept avions d'entraînement avancé Pilatus PC-21 ont été commandés pour remplacer les Alpha Jet de Tours. Les premières livraisons sont prévues dès mi-2017 et compte également des simulateurs. Ils sont stationnés depuis sur la base aérienne 709 de Cognac, remplace en juillet 2019 les Epsilon de l’école de pilotage de l’armée de l’Air de Cognac et les Alphajet de l’école d’aviation de chasse de Tours et devraient servir à la formation sur une année, d'environ 30 élèves pilotes de l'Armée de l'Air, 10 navigateurs officiers système d'armes, 10 élèves pilotes de la Marine nationale, et 10 élèves moniteurs simulateur.
Le transfert à Cognac de l'École de chasse est effectif au printemps 2020. Ses Alphajet font leur dernier vol le 5 juin 2020. L'École de l'aviation de Chasse 314 « Christian Martell » sera fermée après ce transfert[réf. nécessaire].

## Unités actuelles
La base se compose de plusieurs sites :
- Tours
  - Le Centre Expert en Ressources Humaines de l'Armée de l'Air (CERHAA) (Ex SeRPeCA et CeRPAA)
  - La Direction des ressources humaines de l'armée de l'air (DRH-AA)
- Cinq-Mars-la-Pile
  - Le centre de détection et de contrôle (CDC) 07.927
  - L'État-major de la zone aérienne de défense (ZAD) Nord 10.542
  - L'Escadron de détection et de contrôle mobiles (depuis le 1er septembre 2019)
  - L'entrepôt 609 est désormais fermé et le RCC ouest France (centre de coordination et sauvetage) est fermé depuis le 31 août 2015 (activité transférée à Lyon Mont Verdun)[12].
- Brest-Loperhet
  - Le Centre Militaire de Coordination et de Contrôle (CMCC) 08.927
- Corcoué-sur-Logne
  - Le Centre relais radio annexe de l'ESICA 1J.927 de Cinq-Mars-la-Pile
- Centre d’Information et de Recrutement des Forces Armées
  - Tours
  - Nantes
  - Quimper
  - Le Mans

## Cohabitation avec les riverains

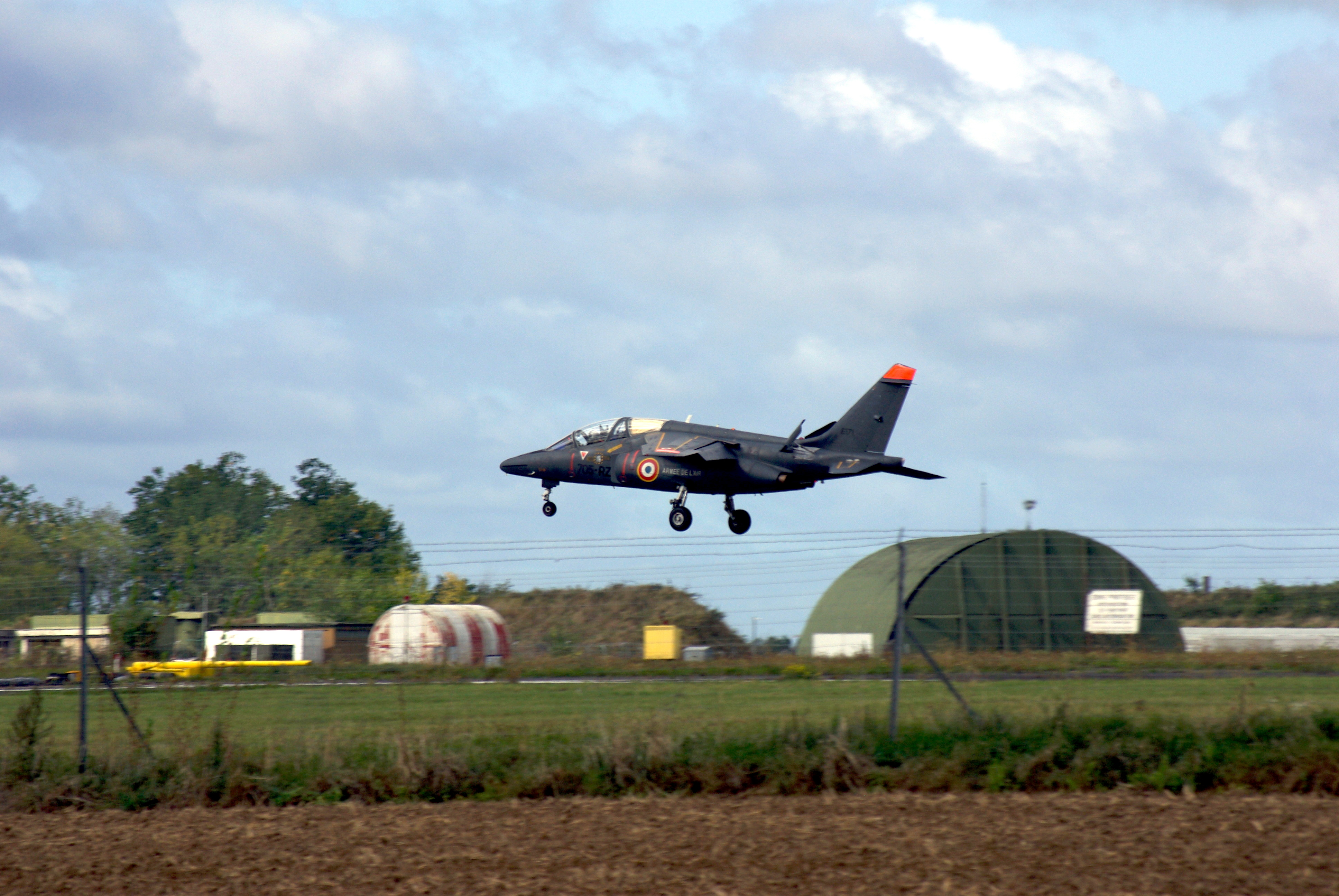
Un Alphajet 705-RZ à l'atterrissage sur la base.

La question de la gêne sonore partage une partie des élus locaux et de la population, les uns souhaitant la disparition de ce qui apparaît comme des nuisances (engendrées par un total de 50 000 mouvements annuels en moyenne), les autres se montrant inquiets quant aux retombées négatives d'un départ éventuel de l'école de chasse sur l'économie locale.
Ainsi, le 21 décembre 2006, madame Beaufils, sénatrice d'Indre et Loire, dans le cadre de la question écrite au ministre de la défense, alerte le ministre de la défense sur la situation difficile à vivre par certains des habitants de Saint-Pierre-des-Corps. La sénatrice souligne « l’énorme mécontentement des habitants des communes limitrophes de la base 705 de Tours et des associations » de même que les sérieux troubles et pollutions sonores occasionnés par la BA 705 du fait des passages quotidiens des Alphajet de l’école de pilotage et les interventions (très épisodiques) de Mirages.
L'installation en 1991 du Service des rémunérations et des pensions du commissariat de l'air (SERPECA), plus tard renommé Centre des rémunérations et des pensions de l'armée de l'air (CeRPAA), dessine toutefois les contours de la BA 705 après la fin de vie des Alphajet, programmée vers 2017/2018, et sa transformation possible en base sans unité aérienne.
Ces premiers mouvements de personnels non navigants doivent être suivis par l'installation du pôle « personnel » de l'armée de l'air (DRHAA) qui devrait être implanté à Paris et Tours en 2009. Il est aussi prévu que le service d'administration générale et finances (SAGF) créé en 2007 soit réparti sur 4 sites principaux dont celui de Tours. L'État-major du commandement des écoles de l'armée de l'air (CEAA) est quant à lui déjà installé dans l'agglomération tourangelle.
Si la venue de ces nouveaux personnels s'inscrit dans un cadre plus général dicté par la nécessaire réorganisation du personnel de l'armée de l'air et des redistributions des moyens entre les bases aériennes défini par le Plan Air 2010, ces mouvements permettent d'envisager l'avenir de la BA 705 de façon sereine même après le transfert sur un autre site de l'école de chasse.
En effet, la venue dans l'agglomération de nouveaux effectifs d'unités non navigantes de même qu'un nombre significatif d'agents du ministère de la défense et leur famille, qui ont tous vocation à s'intégrer dans le tissu social et économique local, compenseraient probablement l'impact d'une disparition à terme de cette unité.
Ces implantations importantes de personnels apportent ainsi une réponse satisfaisante aux craintes d'une partie des élus locaux et de la population quant à l'impact potentiellement négatif sur le plan économique et social pour l'agglomération tourangelle de la perte possible à l'horizon 2014 de l'unité école de chasse de la BA 705. Elles permettent aussi d'apporter une réponse à moyen terme aux problèmes actuels subis par une partie de l'agglomération, dénoncés par certaines associations de riverains et pris en compte par le ministère de la défense, tout en conservant localement une présence militaire parfaitement intégrée à la population.
Le plan de réforme de l'armée annoncé par le gouvernement au mois de juillet 2008, a toutefois maintenu sur Tours tout le potentiel de la base école BA705 et de l'aérodrome civil exploité par la société Ryanair. C'est ce qui n'a pas échappé à certaines associations de riverains qui ont durement dénoncé le maintien de la base école dès le lendemain des annonces du ministère de la défense. Quelques jours plus tard, c'était la sénatrice-maire de Saint-Pierre-Des-Corps qui appelait tous les habitants de la ville à continuer la lutte contre la base-école.
Lors de son installation, la base aérienne 705 se situait en pleine campagne avant d'être englobée dans l'agglomération ce qui pose des questions sur l'urbanisation de ses abords et relativise les griefs des riverains les plus proches, qui ne pouvaient ignorer les risques de nuisances encourues.

## Commandants
- Colonel Cyrille Duvivier ( - 9 juillet 2015)
- Colonel Sébastien Mazoyer (9 juillet 2015 - 6 septembre 2017)
- Colonel Sébastien Vallette (6 septembre 2017 - 3 septembre 2019)
- Colonel Guillaume Bourdeloux (3 septembre 2019 - 31 août 2021)
- Colonel Vital Duchesne (31 août 2021 - 4 juillet 2023)
- Colonel Guillaume Lagarde (depuis le 4 juillet 2023)